# دي. أ. ماغواير
دي. أ. ماغواير (بالإنجليزية: D. A. McGuire)‏ (1 ديسمبر 1952، بروكتون في الولايات المتحدة)؛ روائية أمريكية.